# Batalla de Puebla
La batalla de Puebla fue una batalla que ocurrió el 5 de mayo de 1862 en las cercanías de la ciudad de Puebla, entre los ejércitos de la República Mexicana, bajo el mando de Ignacio Zaragoza, y del Segundo Imperio francés, dirigido por Charles Ferdinand Latrille, conde de Lorencez, durante la segunda intervención francesa en México, cuyo resultado fue una victoria importante para los mexicanos, ya que con unas fuerzas consideradas como inferiores lograron vencer a un ejército muy experimentado.  Pese a su éxito, la batalla no impidió la invasión del país, aunque sí sería la primera batalla de una guerra que finalmente México ganaría. Los franceses regresarían al siguiente año, con lo que se libró una segunda batalla en Puebla en la que se enfrentaron 35 000 franceses contra 29 000 mexicanos (defensa que duró 62 días) y lograrían avanzar hasta Ciudad de México, lo que permitió establecer el Segundo Imperio mexicano.
Finalmente, después de perder 11 000 hombres debido a la actividad guerrillera que nunca dejó de subsistir, los franceses se retiraron incondicionalmente del país en el año 1867 por mandato del emperador Napoleón III ante la amenaza de Prusia en Europa y la amenaza estadounidense si no se retiraba de México.

## Antecedentes
Después de que el presidente Benito Juárez anunciara que no pagaría la deuda externa, en octubre de 1861, Francia, Inglaterra y España suscribieron la Convención de Londres, en la cual se comprometieron a enviar contingentes militares a México para reclamar sus derechos como acreedores por una deuda que ascendía a alrededor de 80 millones de pesos de la época, de los que aproximadamente 69 millones corresponderían a Inglaterra, 9 millones a España y 2 millones a Francia.
El contingente europeo estaba conformado como sigue:
- España: 5789 hombres al mando del general Juan Prim.
- Francia: 3000 hombres dirigidos por el contraalmirante Edmond Jurien de la Gravière.
- Reino Unido: 700 marines bajo el comando del Comodoro Dunlop.[6]
- Total estimado: 9489 en ejército total conformado por los 3 imperios

Poco después de reunirse, los representantes de los tres países enviaron un ultimátum al gobierno mexicano en el que pedían el pago de sus deudas; de lo contrario, invadirían el país. 
Juárez, quien gobernaba a un país que apenas empezaba a levantarse de la postración económica, respondió con un exhorto a lograr un arreglo amistoso, y los invitó a una conferencia. Acompañó ese mensaje con la derogación del decreto que suspendió los pagos. Al mismo tiempo, en vista de la posibilidad real de una invasión militar que buscara llegar hasta la Ciudad de México, ordenó el traslado de pertrechos y la fortificación de Puebla, así como crear una unidad, a la que se designó como Ejército de Oriente, que fue puesta bajo el mando del general José López Uraga. En vista del desempeño deficiente de este mando, fue destituido y en su lugar se designó a Zaragoza, quien dejó el Ministerio de Guerra y se dirigió a Puebla para organizar la oposición al avance francés con cerca de 10 000 hombres; cantidad mínima si se toma en cuenta el vasto territorio que debía cubrirse.

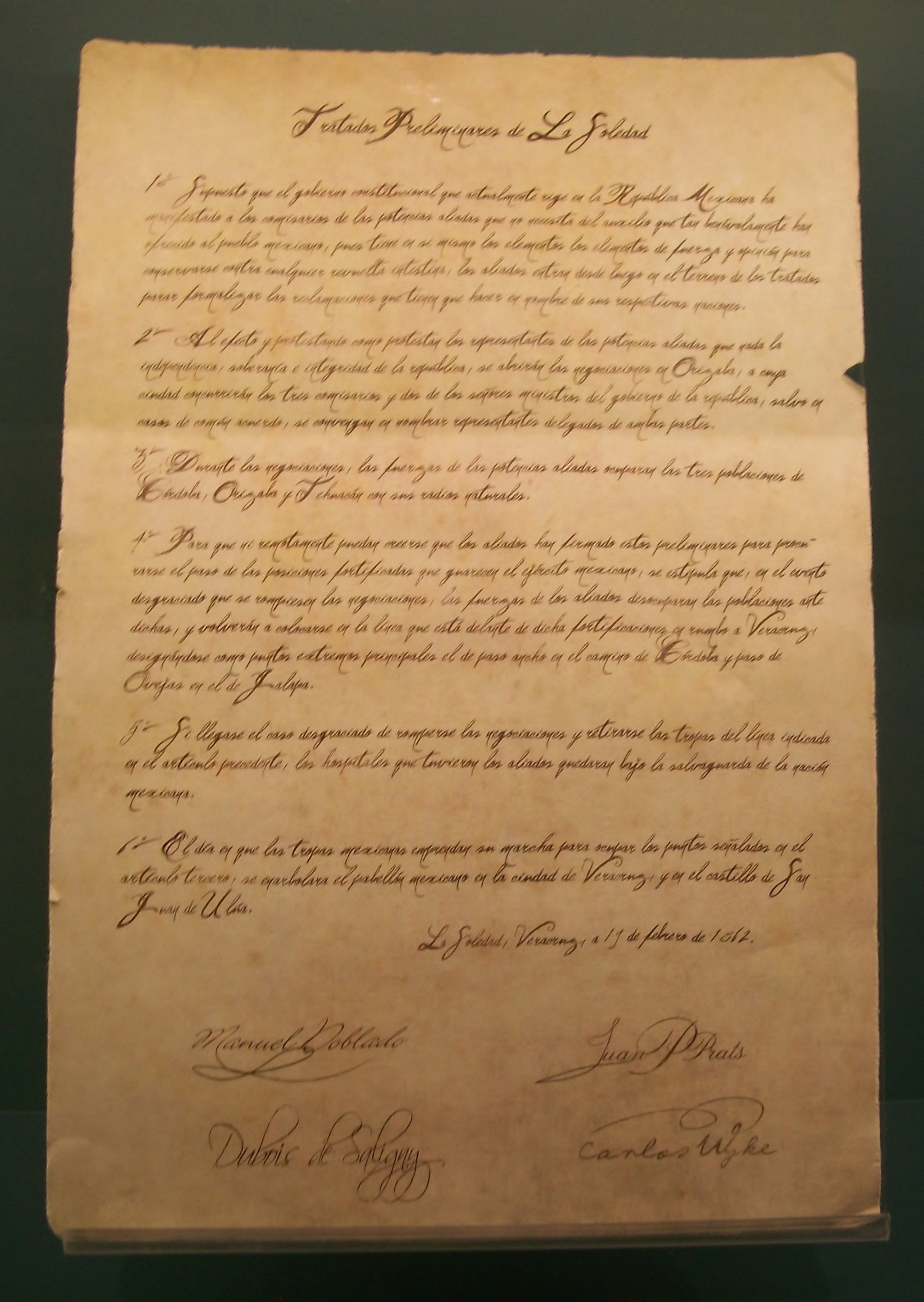
Reproducción de los Tratados preliminares de la Soledad. Al calce se observan las firmas de Manuel Doblado, Juan Prim, Dubois de Saligny y Charles (Carlos) Wyke

Los representantes aceptaron el llamado y en febrero de 1862 se reunieron con los ministros juaristas del Exterior, Manuel Doblado, y de Guerra, Ignacio Zaragoza, en la hacienda de La Soledad, cerca de Veracruz. Gracias a la habilidad como negociador de Doblado se firmaron los Tratados preliminares de La Soledad, en los que se obtuvo el reconocimiento como interlocutor para el gobierno de Juárez y se garantizó el respeto a la integridad e independencia del país. Además, se convino que las negociaciones sobre la deuda se realizaran el Orizaba, donde se establecerían las fuerzas aliadas, además de Córdoba y Tehuacán, para evitar el rigor del clima tropical del puerto; si no se llegaba a un acuerdo, se retirarían a la costa para así comenzar las hostilidades.
El 5 de marzo, cuando aún se realizaban las negociaciones en Orizaba, llegó a Veracruz un contingente militar francés bajo el mando de Charles Ferdinand Latrille, conde de Lorencez, quien relevó en el mando a Jurien de la Gravière y se dirigió a Tehuacán. También llegó el general conservador Juan Nepomuceno Almonte, quien de inmediato se proclamó "jefe supremo de la nación" y empezó a reunir a las tropas conservadoras, remanentes de la Guerra de Reforma, para apoyar a los franceses.
En abril de 1862 la alianza tripartita se rompió debido a que España e Inglaterra se dieron cuenta de que Francia tenía un interés soterrado, de tipo geopolítico, bajo el reclamo económico: derrocar al gobierno republicano de México para establecer una monarquía favorable a su política colonial, con miras a contrarrestar el creciente poderío de Estados Unidos.[cita requerida] De las instrucciones de Napoleón III dadas al jefe militar de la expedición, se sabe que el objetivo imperialista francés consistía en ampliar sus dominios estableciendo un protectorado, cuya administración serviría para ampliar los mercados, sostener las colonias en las Antillas y del sur de América y, de ese modo, garantizar el abasto de las materias primas en Francia. Los representantes español (Prim) e inglés (Charles Wyke) negociaron con el gobierno juarista por separado y en última instancia aceptaron las propuestas de moratoria del gobierno mexicano, y reembarcaron a sus tropas. La posición de Francia, en contraste, presentada por el diplomático Dubois de Saligny, fue la de exigir el pago inmediato de la deuda, que incluía un cobro exagerado por parte de la Casa Jecker por los destrozos causados durante la Guerra de Reforma, y tener control total y absoluto de las aduanas, así como intervención directa en la política económica del país.
A finales de abril, Lorencez desconoció los Tratados de Soledad y se puso en marcha, junto con sus efectivos, hacia Puebla, con el fin último de conquistar la Ciudad de México. A los militares franceses los rodeaba un aura de invencibilidad en combate dado que no habían sido derrotados desde Waterloo, casi 50 años antes, con sonadas victorias en las batallas de Solferino, Magenta y Sebastopol. Esta actitud quedó de manifiesto en el siguiente mensaje, que Lorencez envió al conde Jacques Louis César Alexandre Randon, ministro de Guerra francés, poco después de la batalla de Las Cumbres: "Somos tan superiores a los mexicanos en organización, disciplina, raza, moral y refinamiento de sensibilidades, que le ruego anunciarle a Su Majestad Imperial, Napoleón III, que a partir de este momento y al mando de nuestros 6000 valientes soldados, ya soy dueño de México”. La confianza del alto mando francés no se debía solo a un palmarés militar impecable, sino a la fragilidad general de México y sus instituciones. Con una economía destruida por casi 50 años de guerras civiles, con un Estado débil y una población dividida por las pugnas entre facciones, la conquista del país parecía una empresa factible con un contingente reducido.
Al conocer sobre el avance, el general Alejandro Constante Jiménez al mando de 2000 soldados se unió al general Zaragoza, que partió de Puebla con 4000 soldados para salir al encuentro de los franceses, quienes ya sostenían escaramuzas con guerrilleros. El comandante mexicano había enfrentado diversos problemas para conformar su ejército. Ante la falta de voluntarios y a que aún se mantenían hostilidades con grupos conservadores remanentes de la Guerra de Reforma, se había recurrido a la leva. Aunque se contaba con un cuerpo de oficiales joven pero experimentado, la mayor parte de la tropa carecía de la disciplina mínima, y estaba mal equipada y alimentada. En los días anteriores a la batalla, Zaragoza solicitó una y otra vez al alto mando en Ciudad de México, el envío urgente de recursos económicos, ya que no podía costear ni siquiera los alimentos para las tropas. Para colmo, la explosión de un polvorín en la colecturía de los diezmos del poblado de San Andrés Chalchicomula (hoy Ciudad Serdán), ocurrida el 6 de marzo, había matado a 1322 soldados de la Brigada de Oaxaca enviados por el general Ignacio Mejía para incorporarse al Ejército de Oriente.
El 28 de abril, el Ejército de Oriente se topó con la columna de Lorencez en un paso de montaña en las Cumbres de Acultzingo, en el límite entre Veracruz y Puebla, lo que representó el primer encuentro bélico formal. Zaragoza no pretendía cortarle el paso a los invasores, sino más bien foguear a sus soldados, muchos de ellos faltos de experiencia, y al mismo tiempo causarle el máximo de pérdidas posible al enemigo. En la llamada Batalla de Las Cumbres murieron 500 franceses, mientras las bajas mexicanas ascendieron solamente a 50. Pese a este saldo favorable, Zaragoza aún tenía desconfianza sobre el desempeño real de sus tropas en un combate en campo abierto. Luego de la retirada de los mexicanos, los franceses tomaron control del paso, con lo que aislaron al centro del país del principal puerto en el Golfo y tuvieron vía franca hacia Puebla.

## La batalla

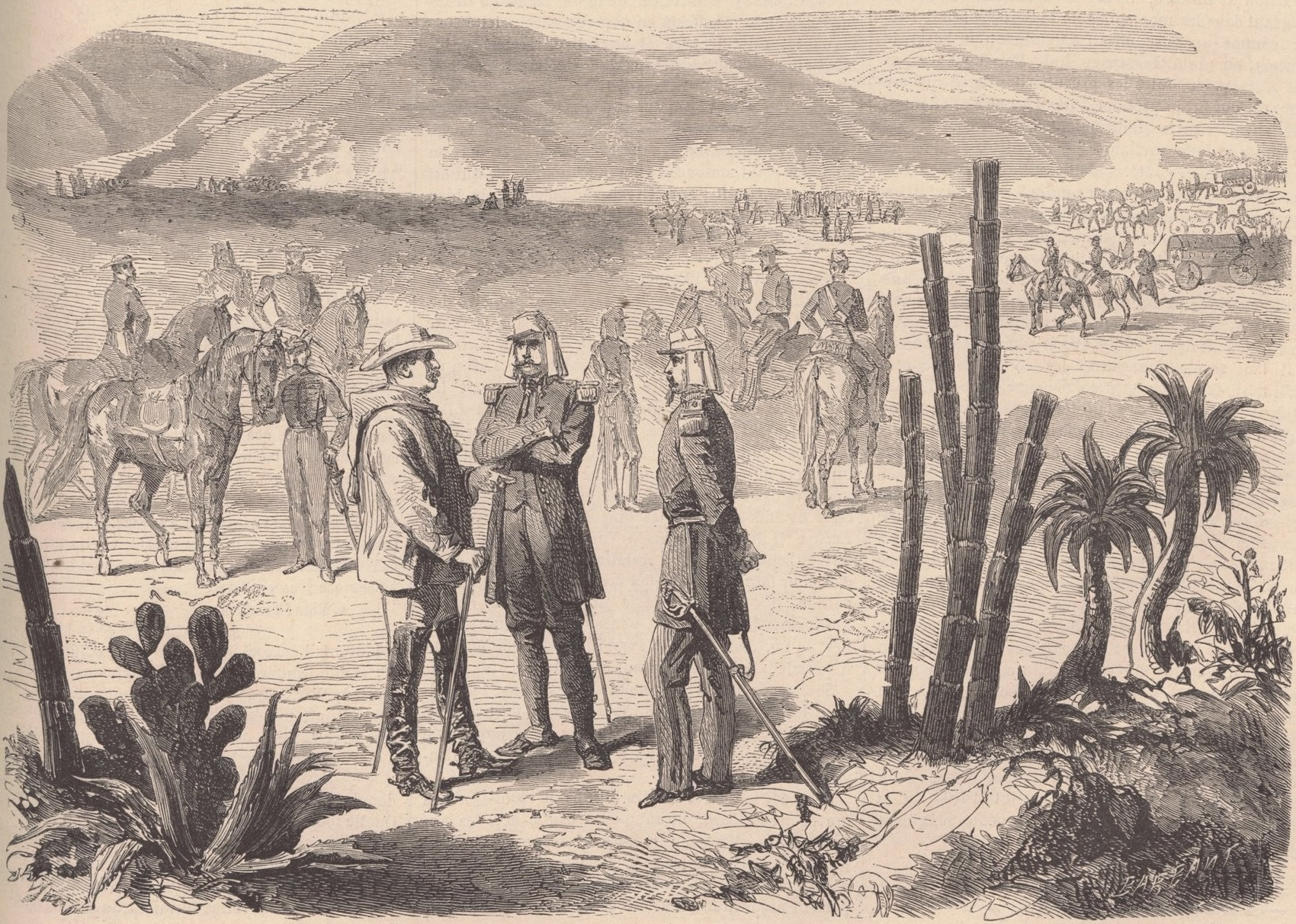
Marcha para Puebla: El General Forey al campamento de San Agustín del Palmar.

Asegurado el paso de Acultzingo, el 2 de mayo de 1862 la columna principal del ejército expedicionario francés salió de San Agustín del Palmar, en Veracruz, para cruzar la Sierra Madre Oriental y dirigirse hacia Puebla, paso obligado para llegar a la capital del país y que era además uno de los bastiones del Partido Conservador, donde esperaban ser recibidos "con una lluvia de rosas", como le aseguró Saligny a Napoleón III en una carta. El 3 de mayo por la noche, el general Zaragoza arribó a Puebla, dejando en su retaguardia una brigada de caballería para hostigar a los invasores. Los efectivos del Ejército de Oriente se organizaron por las calles desiertas de la ciudad, ya que la mayoría de la población era partidaria de la invasión.

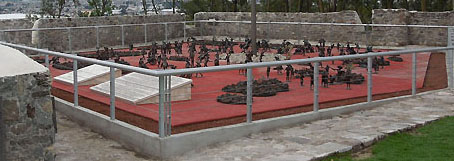
Maqueta de la Batalla del 5 de mayo de 1862, con más de 200 esculturas entre personajes, caballos, cañones y otros. Obra del Escultor Miguel Michel

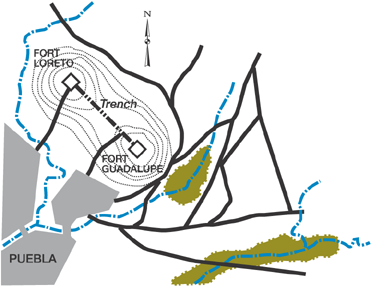
Fuertes de la ciudad de Puebla

Zaragoza estableció su cuartel a unos cuantos metros de la línea de batalla, donde estableció el plan para la defensa de la plaza (ver tabla superior), que consistió en concentrar los pertrechos en el sur y oriente de la ciudad, esperando evitar que los franceses alcanzaran al área urbana de Puebla.
El 4 de mayo, los exploradores mexicanos volvieron con noticias de que una columna de "conservadores a caballo", al mando de Leonardo Márquez y José María Cobos, marchaba por la zona de Atlixco para unirse con las fuerzas de Lorencez en el ataque a Puebla. Zaragoza envió una brigada de 2000 hombres bajo el mando de Tomás O'Horán y Antonio Carbajal, con el fin de detenerlo, lo cual lograron. Aunque sus fuerzas habían disminuido, los mexicanos se prepararon para la defensa de Puebla. Contaban con dos baterías de artillería de batalla y dos de montaña, cubriendo los fuertes con 1200 hombres y formando a otros 3500 en cuatro columnas de infantería con una batería de batalla y una brigada de caballería por el lado del camino a Amozoc.

...El enemigo está acampado á tres cuartos de la garita de esta Ciudad. En los suburvios de ella y por el mismo rumbo tengo mi campamento. El Cuerpo de Ejército listo para atacar y resistir. El General O´Horan me avisa que ayer batió en Atlixco a 1.200 reaccionarios, cuya población abandonaron después de alguna resistencia. Parece que el resto de las chusmas reaccionarias se halla en Matamoros preparando su marcha para este rumbo. Todo lo que digo á vd. para conocimiento del C.Presidente de la República..— I. Zaragoza.

El ala derecha mexicana la cubrían las tropas de Oaxaca dirigidas por Porfirio Díaz. El centro de la línea lo ocuparon Felipe Berriozábal y Francisco Lamadrid con las tropas del Estado de México y San Luis Potosí. La izquierda se apoyó en el cerro de Acueyametepec ubicado en el norte de la ciudad y en cuya cumbre se ubicaban los Fuertes de Loreto y Guadalupe, con el general Miguel Negrete a la cabeza de la Segunda División de Infantería. La artillería sobrante la colocaron en los fortines y reductos dentro de Puebla, quedando al mando del general Santiago Tapia.
A las 9:15 de la mañana del 5 de mayo, los franceses aparecieron en el horizonte, avanzando desde la cercana Hacienda de Rementería, cruzando fuego con las guerrillas de caballería que se batían en retirada y que no se replegaron hasta que las líneas francesas estuvieron formadas y listas para avanzar. La batalla se inició en forma a las 11:15 de la mañana, anunciándose con un cañonazo desde el Fuerte de Guadalupe y acompañado por los repiques de las campanas de la ciudad. En ese momento se dio una maniobra sorpresiva: la columna francesa, que venía avanzando en orden de oriente a poniente, se dividió en dos: la primera, compuesta por aproximadamente 4000 hombres y protegida con su artillería, dio un violento viraje hacia la derecha y se dirigió hacia los fuertes; mientras que la segunda columna, compuesta por el resto de la infantería, quedó como reserva.
Los conservadores Almonte y Antonio de Haro y Tamariz, que acompañaban a los franceses, habían sugerido que el ataque se dirigiera a las inmediaciones del ex Convento del Carmen, en el sur de la ciudad, tomando como antecedente lo que sucedió en el sitio durante la Guerra con Estados Unidos. Lorencez, confiado en la superioridad de sus tropas, así como en el auxilio que esperaba del contingente de Márquez, desoyó el consejo y decidió concentrar el ataque en los fuertes, donde los mexicanos contaban con la ventaja. Zaragoza advirtió la maniobra y rápidamente replanteó su plan de batalla, movilizando las tropas hacia las faldas del cerro. El 6.º Batallón de la Guardia Nacional del Estado de Puebla, bajo el mando del entonces coronel Juan Nepomuceno Méndez, fue el primer cuerpo del Ejército de Oriente en hacer frente a los franceses, al ubicarse en la línea comprendida entre los fuertes, y rechazar su ataque. Zaragoza hizo avanzar a las fuerzas de Berriozábal a paso veloz entre las rocas, situándolas entre la hondonada que separa a Loreto y Guadalupe. Mientras, el general Antonio Álvarez con su brigada protegió el flanco izquierdo de los reductos.
La línea de batalla mexicana formó un ángulo que se extendió desde Guadalupe hasta un sitio conocido como Plaza de Román, frente a las posiciones enemigas. Zaragoza dispuso que el general Lamadrid defendiera con las tropas potosinas y dos piezas de artillería el camino que conectaba a la ciudad con la garita de Amozoc. La derecha de la línea de batalla mexicana la cerró Porfirio Díaz con la División de Oaxaca, auxiliado por los escuadrones de Lanceros de Toluca y Oaxaca.
Los franceses continuaron su avance, colocando sus baterías frente a Guadalupe, al tiempo que devolvían el fuego mexicano proveniente de esa posición.
En ese momento los zuavos, el regimiento de élite de la infantería francesa, iniciaron su ascenso por el cerro hacia Guadalupe, perdiéndose de la vista de los fusileros mexicanos. De repente, aparecieron disparando frente a la fortificación. Sin embargo, el fuego lanzado por los mexicanos los detuvo en seco. En ese instante, los soldados de Berriozábal los recibieron con sus bayonetas, por lo que tuvieron que retirarse en buen orden hasta ponerse fuera de tiro. Se repusieron rápidamente y se lanzaron de nuevo intentando tomar el fuerte.

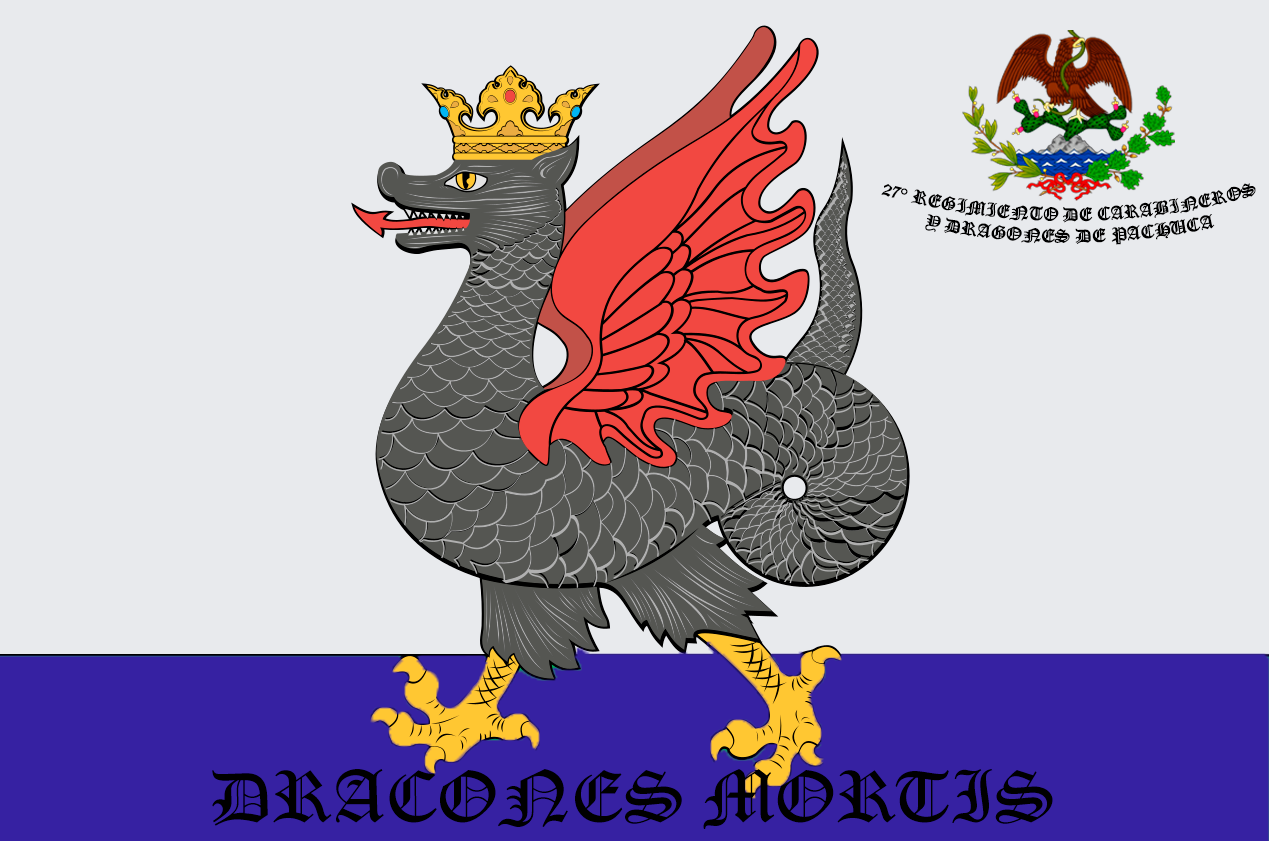
Bandera de los Carabineros de Pachuca

Los franceses apoyados por el 1.er y 2.º Regimientos de Infantería de Marina, se abalanzaron sobre el resto de la línea mexicana, siendo recibidos con la bayoneta. La columna francesa fue rechazada en Guadalupe y Loreto, siendo igualmente repelidos los ataques de otras columnas francesas desplegadas. En ese momento, el coronel mexicano José Rojo avisó a Antonio Álvarez que era tiempo de que la caballería mexicana entrara en acción para alcanzar una victoria completa. Ordenó a los Carabineros de Pachuca al mando del Coronel Juan N Kampner cargar sobre los restos de la columna, disparando sus carabinas y lanzando mandobles de sable sobre los franceses, siendo totalmente rechazados.
A las dos y media de la tarde, cuando se empezaba a perfilar una victoria para los mexicanos, Lorencez se dispuso a lanzar el último asalto, dirigiendo a los Cazadores de Vincennes y el Regimiento de Zuavos hacia Guadalupe, mientras ponía en marcha una segunda columna de ataque compuesta de los restos de los cuerpos de batalla —excepto el 99 de Línea, el cual quedó de reserva en el campamento francés—, para atacar por la derecha de la línea de batalla mexicana.
Ante esta situación, salieron a su encuentro los Zapadores de San Luis Potosí, al mando del general Lamadrid, librándose un terrible combate a la bayoneta. Una casa situada en la falda del cerro fue el objetivo. Los franceses la tomaron y se guarecieron en ella, siendo desalojados por los zapadores; la recobraron y de nuevo fueron expulsados por las tropas de Lamadrid. Un cabo mexicano de apellido Palomino se mezcló entre los zuavos y se batió con ellos cuerpo a cuerpo, posesionándose de su estandarte como botín de guerra al caer muerto el portador del mismo. Este momento significó un golpe anímico a favor de los defensores.
Ya entrada la tarde cayó un aguacero sobre el campo, lo cual dificultó el avance a las tropas francesas. Zaragoza dispuso que el Batallón Reforma de San Luis Potosí saliera en auxilio de los fuertes. En Loreto había un cañón de 68 libras que causaba enormes estragos en las filas francesas. Los zuavos hicieron una carga de infantería desesperada para apoderarse de esa pieza. El artillero mexicano, sorprendido por la rapidez de los franceses, tenía en sus manos la bala de cañón que no alcanzó a colocar en la boca de fuego. Un zuavo apareció frente a él y tras este el resto del cuerpo que, una vez apoderados de ese fortín, levantarían la moral francesa y podría perderse la victoria conseguida. El artillero arrojó la bala al soldado francés, que herido mortalmente por el golpe en la cabeza rodó al foso del parapeto. Luego de que este asalto fue rechazado, los franceses retrocedieron siendo perseguidos por el Batallón Reforma.
Mientras, cuando la segunda columna llegó al Fuerte de Guadalupe protegida por una línea de tiradores, Porfirio Díaz acudió en auxilio de los Rifleros de San Luis Potosí, que estaban a punto de ser rodeados. Movió en columna al Batallón Guerrero, a las órdenes del coronel Jiménez y le ganó el terreno a los franceses. Para apoyar envió al resto de las tropas de Oaxaca, con los coroneles Espinoza y Loaeza a la cabeza, con lo que se logró expulsar al enemigo de las cercanías. El éxito alentó a Díaz, que destacó al Batallón Morelos con dos piezas de artillería a la izquierda, mientras por la derecha los Rifleros de San Luis Potosí se reponían de la pelea, antecedidos por una carga de los Lanceros de Oaxaca, trabándose un combate cuerpo a cuerpo que hizo retroceder.
En aquel momento, luego de ser repelidos por última vez, los efectivos franceses empezaron a huir, completamente dispersados. Se replegaron a la hacienda Los Álamos, para finalmente retirarse hacia Amozoc.

## Consecuencias
Mientras se libraba la batalla, en el Palacio Nacional y en la Ciudad de México en general se vivía un ambiente de tensa espera. Lo último que se sabía de Puebla era el telegrama enviado por Zaragoza hacia las 12:30 del día, en el que avisaba que el fuego de artillería de ambos lados había iniciado. Luego, silencio. Ante la incertidumbre, el gobierno había hecho salir precipitadamente al general Florencio Antillón al mando de los Batallones de Guanajuato, quedando como guardianes de la capital solo 2 000 hombres del Regimiento de Coraceros Capitalinos y algunos centenares de milicianos pobremente armados. Si las tropas guanajuatenses se perdían, la capital quedaría desprotegida.
A las 4:15 de la tarde finalmente se recibieron noticias:

... Sobre el campo a las dos y media.— Dos horas y media nos hemos batido. El enemigo ha arrojado multitud de granadas.— Sus columnas sobre el cerro de Loreto y Guadalupe han sido rechazadas y seguramente atacó con cuatro mil hombres. Todo su impulso fue sobre el cerro.— En este momento se retiran las columnas y nuestras fuerzas avanzan sobre ellas. Comienza un fuerte aguacero.— I. Zaragoza

Zaragoza envió más tarde otro telegrama en el que dijo que los franceses habían iniciado la retirada hacia Amozoc, pero sin mencionar el resultado final de la batalla. Finalmente, a las 5:49 de la tarde se recibió otro parte, dirigido al ministro de Guerra, que causó júbilo (y un gran alivio) en Palacio Nacional:

... Las armas del Supremo Gobierno se han cubierto de gloria: el enemigo ha hecho esfuerzos supremos por apoderarse del Cerro de Guadalupe, que atacó por el oriente de izquierda y derecha durante tres horas: fue rechazado tres veces en completa dispersión y en estos momentos está formado en batalla, fuerte de más de 4000 hombres, frente al cerro de Guadalupe, fuera de tiro. No lo bato, como desearía, porque el Gobierno sabe (que) no tengo para ello fuerza bastante. Calculo la pérdida del enemigo, que llegó hasta los fosos de Guadalupe en su ataque, en 600 o 700 entre muertos y heridos; 400 habremos tenido nosotros. Sírvase vd. dar cuenta de este parte al C. Presidente.— I. Zaragoza

Dos horas después de haber sido remitido el parte anterior a la Secretaría de Guerra, el presidente de la República recibía el siguiente:

... Señor Presidente.-Estoy muy contento con el comportamiento de mis generales y soldados. Todos se han portado bien.—Los franceses han llevado una lección muy severa; pero en obsequio de la verdad diré: que se han batido como bravos, muriendo una gran parte de ellos en los fosos de las trincheras de Guadalupe. Sea para bien, Sr. Presidente. Deseo que nuestra querida Patria, hoy tan desgraciada, sea feliz y respetada de todas las Naciones..— I. Zaragoza

El saldo final de bajas de la batalla fue de 476 para el cuerpo expedicionario francés: 172 muertos o desaparecidos y 304 heridos; así como 83 muertos, cerca de 132 heridos y 12 desaparecidos para el Ejército de Oriente. A las 7 de la noche del día 6 de mayo arribaron a Puebla el general Antillón y sus tropas; Zaragoza esperaba un nuevo ataque de Lorencez, pero este, el día 8 de mayo, dispuso la retirada hasta San Agustín del Palmar, siendo "saludado" por la artillería republicana y la Banda de Guerra de los Carabineros, quienes tocaron "Escape".
El 5 de septiembre de 1862, todavía acuartelado en Puebla, el general Zaragoza contrajo tifo y falleció tres días después. Lo sustituyó en el mando del Ejército de Oriente el general Jesús González Ortega, quien se encargaría de la defensa de la ciudad ya que se esperaba el regreso de los franceses, reagrupados y con refuerzos, lo cual sucedió en marzo del siguiente año. Los historiadores concuerdan en señalar el talento de Zaragoza como organizador y motivador de sus tropas. Antes de la batalla, las arengó diciéndoles que si bien los franceses eran considerados "los primeros soldados del mundo", ellos eran "los primeros hijos de México", lo cual tuvo tal efecto en la moral de sus soldados que su determinación por defender la plaza ante los invasores compensó sus carencias materiales y de disciplina. Además, no temió tomar decisiones arriesgadas, como prescindir de los 2000 efectivos que O'Horan se llevó para batir a Leonardo Márquez, y en el curso de la batalla actuó con serenidad y efectividad. Se le considera héroe nacional y en su honor, tiempo después, Juárez renombró a la ciudad como Heroica Puebla de Zaragoza.
Cabe atribuir parte de la responsabilidad en el resultado de la batalla a Lorencez, por decidir lanzarse en primer lugar contra Loreto y Guadalupe en lugar de ir sobre la ciudad. Esta acción no carece de sentido si se toma en cuenta que el general francés se encontraba confiado en la victoria por lo que había sucedido en las Cumbres, además de que bajo la lógica militar de su tiempo, primero había que atacar al enemigo en sus posiciones más fuertes. En todo caso, ensoberbecido por la superioridad per se de los franceses, no contó con la férrea resistencia mexicana y cometió yerros garrafales: así, por ejemplo, fue famosa su orden de colocar sus cañones en batería a dos kilómetros y medio de las fortificaciones poblanas, lo cual fue calificado por el propio Napoleón III como un disparate ya que las balas llegaban a sus blancos, pero sin fuerza. El conde fue repatriado y lo sustituyó Frédéric Forey en el mando de las tropas expedicionarias.
Cuando en Francia se supo la derrota del ejército francés, originó dolor, histeria y llanto, más aún cuando llegaron las historias de que los indígenas zacapoaxtlas (que en realidad se trataba del sexto Batallón de Guardia Nacional del Estado de Puebla) habían atacado con machetes, arma desconocida en Europa, y se comían los cadáveres. El resto de Europa, con incredulidad, sorpresa y asombro, comentaban como el ejército francés, invicto desde la Batalla de Waterloo en 1815, había sido derrotado en México, un ejército considerado el mejor del mundo, el vencedor en la conquista de Argelia y de la Indochina francesa (hoy Vietnam), había sido derrotado por un país tropical, utilizando tácticas de guerra ya utilizadas en Europa por los españoles contra Napoleón a principios de siglo, como era la Guerra de Guerrillas.

## Condecoraciones

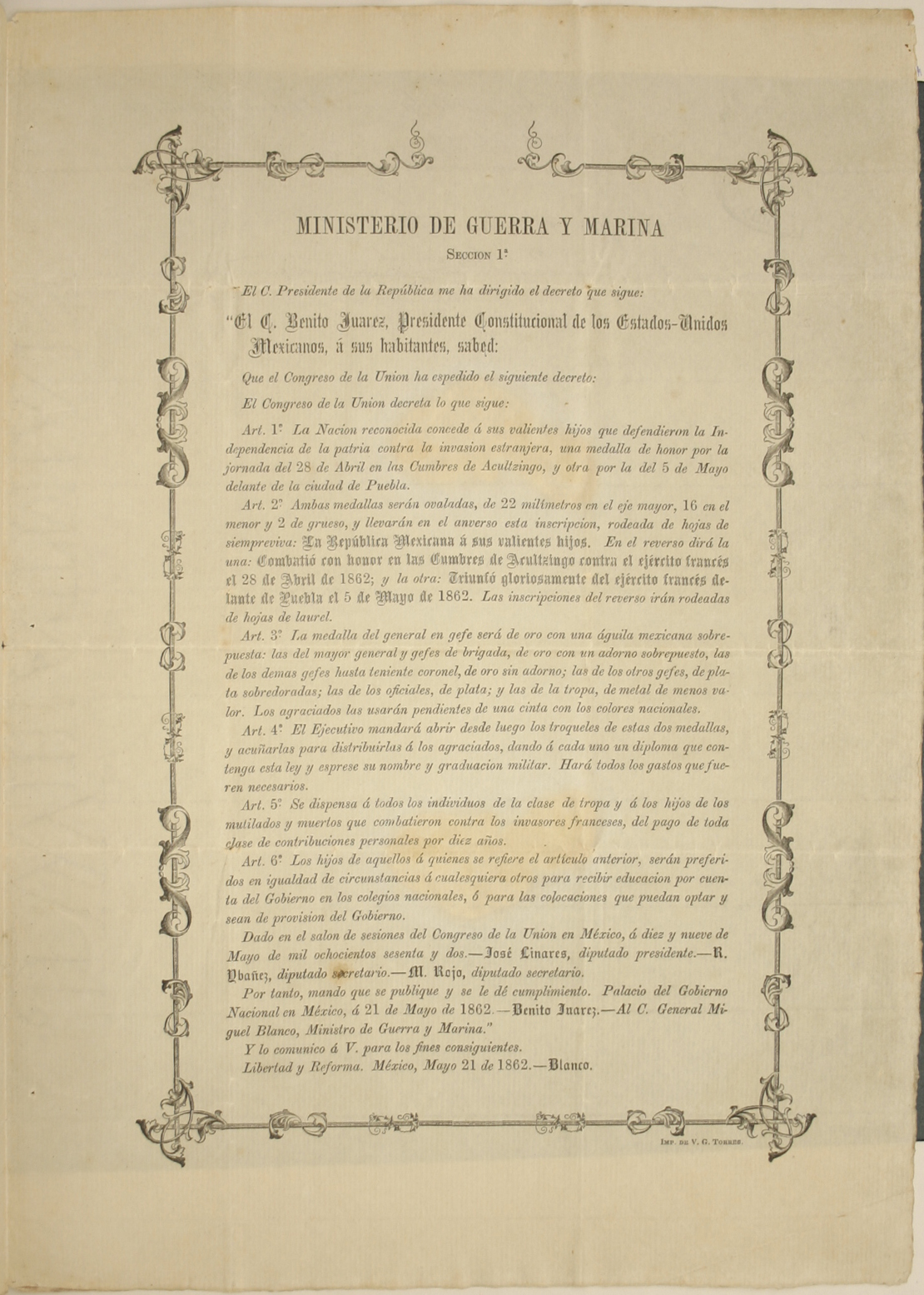
Decreto Presidencial de Condecoración

El 21 de mayo de 1862 el presidente Juárez publicó el decreto de condecoración a los vencedores de las batallas del 28 de abril en las Cumbres de Acultzingo y del 5 de mayo en Puebla, y ambas se consideraron victorias ante el ejército expedicionario francés.
El 30 de mayo se entregaron a los miembros del Ejército de Oriente los "diplomas de Concurrencia" a las mismas batallas, según lo estipulado en el artículo cuarto del mencionado decreto.
El 29 de noviembre Juárez viajó, acompañado por sus ministros de Guerra, Miguel Blanco Múzquiz, y de Relaciones Exteriores y Gobernación, Juan Antonio de la Fuente, a Puebla para una serie de ceremonias y reconocimientos a los defensores de la ciudad. Se reunió con González Ortega, y finalmente, el 4 de diciembre, en medio de una gran ceremonia en el Fuerte de Guadalupe, hizo entrega formal de las medallas a los vencedores de las batallas del 28 de abril y del 5 de mayo de ese año, y partió al día siguiente a Ciudad de México. Asimismo, el 2 de marzo de 1863, en vísperas del inicio del Sitio de Puebla, se llevó a cabo una segunda ceremonia en Guadalupe, en la que entregó más medallas.

## Significado

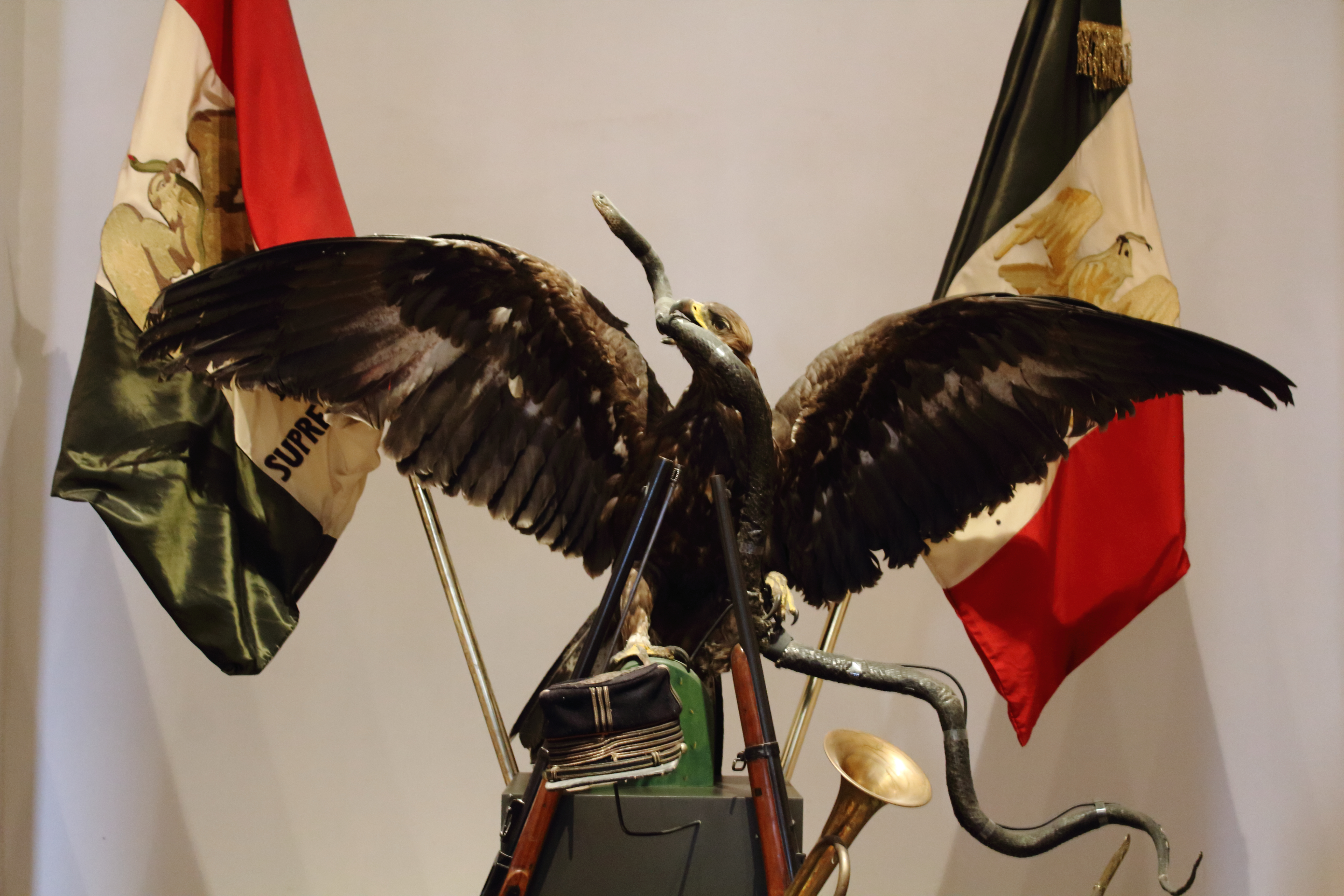
Representación simbólica de aspectos representativos de la historia mexicana. Aparecen las banderas del Primer Batallón de Oaxaca (1862-1878) y la otra del Batallón Supremo Poder (1864-1867) que fue el que combatió al ejército francés.

Con excepción del Grito de Dolores, la conmemoración de la Batalla de Puebla es la fecha más significativa del calendario cívico mexicano, al tratarse de una de las escasas victorias ante un ejército extranjero invasor. Simbólicamente, representa la consecución de una gran empresa por parte de los mexicanos, que puede conseguirse si se olvidan las divisiones y se sobreponen éstas a las carencias, como lo demuestra el hecho de que se consiguió la victoria, con valor y dedicación, pese a que se tenía todo en contra: inferioridad numérica y material, la moral disminuida por la tragedia de Chalchicomula, y la simpatía de algunos sectores de las élites y de la clase política hacia los invasores. A cambio, los republicanos respondieron con celeridad a las situaciones que la batalla iba planteando (movilizaron el grueso de sus efectivos del casco urbano de Puebla hacia los fuertes) y supieron sacar ventaja de los errores de los franceses. Semanas antes de la batalla, Juárez había declarado pena de muerte para los mexicanos que se unieran a los invasores, pero también una amnistía a los enemigos de la república en la guerra de Reforma si se unían a él para defender al país de la invasión. El caso más célebre es el del general conservador Miguel Negrete, quien abandonó al partido conservador y se puso a disposición de Zaragoza con la siguiente frase: "Yo tengo patria antes que partido."
El 5 de mayo es una fecha entrañable para los mexicanos; se celebra en las principales ciudades del país con desfiles y verbenas. Ese día se le toma protesta en todo el país a los jóvenes que cumplen el Servicio Militar Nacional.
Sin embargo, el recuerdo de la batalla no se agota en el protocolo. En algunos lugares del país se realizan fiestas populares en las que se recrea la batalla misma o algunos de sus aspectos, como en el caso del Peñón de los Baños, en la Ciudad de México, o en Huejotzingo, en Puebla; sitios en donde se da una peculiar fusión de elementos de carnaval con la fiesta cívica. Incluso en una celebración plenamente religiosa como son las Morismas de Bracho, en Zacatecas, que se hacen tradicionalmente el último fin de semana del mes de agosto, donde miles de personas representan combates entre moros y cristianos, aparecen participantes con uniformes tomados de la batalla de Puebla; por ejemplo, el contingente de los moros adoptó el uniforme de los zuavos franceses; asimismo, el ejército cristiano adoptó el uniforme del regimiento de zapadores, y las bandas de guerra cristianas llevan el uniforme mexicano utilizado el 5 de mayo. Ambas tropas simulan combates al son de marchas francesas.
En los Estados Unidos, el 5 de mayo es el "Día de la Herencia Latina", en la que se celebra la inmigración procedente de México. Ello ha dado pie a que se piense, erróneamente, que el aniversario de la batalla es el día de la Independencia de México.